# Савойське графство
Савойське графство (італ. Contea di Savoia) — історична італійська держава, що існувала в 1003—1416 роках в складі Священної Римської імперії на північному заході сучасної Італії.

## Історія
Терени майбутнього Савойського графства (Сабаудія, терени від Женевського озера та річки Рона до Західних Альп) увійшли до складу Бургундського королівства в 933 році за правління Рудольфа II разом із Вільним графством Бургундським.
У 1003 році бургундський король Рудольф III призначив Гумберта Білорукого графом Савойським. Його володіння стали іменуватися Савойським графством. У 1032 році Бургундське королівство розпалося, і Гумберт I перейшов на бік імператора Священної Римської імперії Конрада II та прийняв його зверхність. Його син Оттон I одружився із Аделаїдою Сузькою, дочкою Ульріка Манфреда II, маркграфа Турина. Таким чином, Савоя та П'ємонт були об'єднані під владою одного графа.
За Гумберта I та наступних графів столицею Савойського графства був Егбель.
У 1220 році Томас I захопив Пінероло та Шамбері. 1232 року граф зробив Шамбері столицею своїх володінь. Граф П'єтро II 1265 року приєднав до своїх володінь кантон Во. З 1259 року Савоя була знову поділена на два графства: Савою та П'ємонт, яким керував Томас III. У 1418 році п'ємонтська гілка Савойської династії занепала, і обидві землі були знову об'єднані.
З 1285 року графом Савойським був Амадей V. 1313 року він отримав від імператора Священної Римської імперії Генріха VII статус безпосереднього підпорядкування імператорові. 1365 року граф Амадей VI став імператорським вікарієм при Карлі IV. Шляхом завоювань граф розширив свої володіння в Західних Альпах. 1388 року Амадей VII приєднав до своїх володінь графство Ніцца. Наступний граф, Амадей VIII, 1401 року приєднав Женевське графство. 
У 1416 році Савойське графство було підвищено до статусу Савойського герцогства, коли граф Амадей VIII отримав відповідний титул від імператора Сигізмунда за допомогу в боротьбі проти чеських гуситів.

## Правителі
- Гумберт I (1003—1047/48)
  - Амадей I (1030/48–1051/56)
  - Оттон I (1051/56–1060)
    - П'єтро I (1060—1078)
    - Амадей II (1078—1080)
    - Гумберт II (1082/91–1103)
      - Амадей III (1103—1148)
        - Гумберт III (1148—1189)
          - Томас I (1189—1233)
            - Амадей IV (1233—1253)
              - Боніфацій (1253—1263)

            - П'єтро II (1263—1268)
            - Філіпп I (1268—1285)
            - (Томас II Савойський, граф Фландрії, не правив Савоєю)
              - Амадей V Великий (1285—1323)
                - Едуард I Ліберал (1323—1329)
                - Аймон I Миролюбний (1329—1343)
                  - Амадей VI (1343—1383)
                    - Амадей VII (1383—1391)
                      - Амадей VIII Миролюбний (1391—1416)